# 노리 메이 웰비
노리 메이 웰비(Norrie May-Welby, 1961년 5월 21일 ~ )는 스코틀랜드계 오스트레일리아 사람으로 세계 최초로 남녀중간몸이 아니면서 법적으로 남성도 여성도 아닌 '특정하지 않은 성별(No specific sex)'로서 인정받은 사람이다.

## 생애
영국 스코틀랜드에서 남성으로 태어나 7살때 퍼스로 이주했다. 1989년 여성화 성전환 수술을 받았으나, 이후에 자신이 여자가 되고 싶은 것이 아니었으며, 어느 쪽의 성 역할도 자신에게 딱 맞지 않는다는 것을 깨닫는다. 그리고 2009년, 법적으로 남자도 여자도 아닌 성별로서 인정받기 위해 준비를 시작했고, 2010년 세계최초로 남자도 여자도 아닌 성별로서 법적 인정을 받는 쾌거를 이룬다. 그러나 얼마 뒤 호주 정부가 이를 철회했고, 노리는 철회에 대해 항소했으나 기각되었다. 그는 포기하지 않고 대법원으로 갔고, 2013년 5월 31일 마침내 승소했다. 법원은 말했다. "of course sex is just not binary, don't be silly.(당연히 성별은 이분법에 국한되지 않는다. 어리석게 생각하지 말라.)" 그렇게 그는 다시 법적으로 '남자도 여자도 아닌 특정하지 않은 성별'로서 인정받게 되었으며, 그로 인해 현재 호주에서는 Norrie와 같이 수술을 받아 신체적으로 양쪽 성별의 특성을 모두 가지고 있지 않은 경우, 누구든 '남자도 여자도 아닌 특정하지 않은 성별'로서 인정받을 수 있게 되었다.

## 같이 보기
- 젠더퀴어
- 알렉스 맥팔렌(Alex MacFarlane) : 남녀중간몸으로서 '특정하지 않은 성별(No specific sex)'로서 인정받은 사람.